# Gaal Kacyo
Galkacyo (ou Galcaio, Gaal Kacyo) est la capitale de la région de Mudug en Somalie. Elle est divisée en deux parties. Le sud est le siège administratif de la région de Mudug. Le Nord est inclus dans la province auto-proclamée du Puntland.
La ville a été fondée par le clan Cumar Maxamuud (Majerteen), un sous clan du clan somalien Darod. La plus grosse partie de la ville est située dans le Puntland. Le sud est habité par le clan Habar Gidir qui sont moins nombreux.
On estime la population de la ville à environ 250 000 personnes. Galkacyo est située dans la partie centrale de la Somalie. C'est une des villes les plus développées dans la région. Le Puntland y a construit des écoles, un grand aéroport au nom du premier président du Puntland "Abdullahi Yusuf Ahmed".
Le 7 avril 2014, deux employés de l'Office des Nations unies contre la drogue et le crime y ont été assassinés à leur descente de l'avion.
Le nom de la ville en italien était Rocca Littorio.

## Districts
Galkacyo est divisée en 8 districts :
- Wadajir
- Horumar
- Baraxleey
- Garsoor
- Israac
- New Garsoor
- Siinaay
- Shabaax

## Clans
Voici les plus importants des clans de Galkacyo.
- Sacad
- Dir
- Leelkase
- Madhibaan
- Majeerteen
- Sheeikhaal

## Personnalités
- Asha Gelle Dirie (1966-), femme politique et militante pour les droits des femmes, est née à Gaal Kacyo.